# Šeikat Kutaibi
Šeikat Kutaibi (arapski: مشيخة القطيبي = Mashyakhat al-Quṭaybī) bio je plemenski šeikat formalno podređen Emiratu Dala, i u svemu je dijelio sudbinu Dale. Tako je i on bio vazalna feudalna država Britanskog Carstva koja je postojala od kraja 19. stoljeća do 1967. godine na jugu Arapskog poluotoka istočno od luke Aden. Danas je teritorij ovog bivšeg šeikata dio jemenske muhafaze Ad-Dali.

## Povijest
Šeikat Kutaibi, prostirao se na jugu Emirata Dala uz planinski masiv Radfan (najviši vrh 1867 m) tu je živjelo pleme Kutaibi. Iako formalno pod vlašću emira iz Dale ovaj planinski kraj zapravo nitko osim njih nije kontrolirao.
Njihov tradicionalni izvor prihoda bio je naplaćivanje prolaza karavanima koji bi išli iz Adena za Meku preko svog teritorija (blizu grada Dala). Kad im je to onemogućeno 1960-ih osnutkom nove britanske kolonijalne tvorevine Federacije Arapskih Emirata Juga i carinske unije između bivših članica Protektorata Aden, pleme Kutaibi (inače vrlo ratoborno) se žestoko usprotivilo tim novim mjerama, te ne samo što su robili karavane već su počeli napadati i britanske snage. Nakon jednog od takvih napada izbila je Adenska kriza.
Osobito su ojačali od 1962. – 1964. kad su se u Južnom Jemenu rasplamsali gerilski pokreti za nezavisnost. Preko njihova teritorija su se ubacivali gerilci i oružje iz Sjevernog Jemena. Njihov lider Ghalib al-Buzah zadao je puno muka emirima iz Dale koji su bezuspješno pokušavali povećati svoj utjecaj na taj dio svog emirata, ali isto tako i Britanskim vojnicima. I nakon njegova smaknuća, otpor nije prestao jer je vodsvo preuzeo njegov sin Balil al-Buzah, zbog njihove srčanosti pleme Kutaibi zvali su Crveni vukovi. 
Šeikat Kutaibi postojao je do 1967. kada je ukinut, te je osnovana Narodna Republika Južni Jemen, koja se ujedinila s Sjevernim Jemenom 22. svibnja 1990. u današnju državu Republiku Jemen.

## Pogledajte i ovo
- Kolonija Aden
- Protektorat Aden
- Federacija Arapskih Emirata Juga
- Južnoarapska Federacija